# 추리물
추리물(推理物) 또는 탐정소설(探偵小說, 영어: detective fiction)은 탐정이나 형사 등을 주인공으로 하여 범죄나 사건을 해결하는 것을 줄거리로 하는 문학 장르로, 미스터리물과 범죄물의 하위장르이다. 추리 소설은 수수께끼 풀이에 중점을 두는 소설로서, 증거에 입각하여 범죄의 진상을 규명하는 것이므로 경찰사법제도가 확립되고 민주적인 재판이 행해지는 나라가 아니면 발달하기 어려운 특성이 있다. 근대 범죄학의 체계를 세운 외젠 프랑수아 비도크의 회고록은 근대 추리 소설의 기초를 세우는 데 기여하였다.
수수께끼에 빠진 사건이 탐정의 합리적 추리에 의해 해결되는 추리 소설의 플롯은 근대적 사법제도의 형성이라는 '사회적 배경', 이성의 힘으로 세계를 설명할 수 있다는 '근대적 사유', 시민사회의 안정적 유지를 희구하는 '보수적 태도' 등을 함축한다. 그러나 포스트모더니즘 사상이 등장하면서 이에 공감하는 작가 중에는 추리 소설의 이러한 기본 전제를 해체하려는 의도로 이 플롯을 차용하기도 했는데, 움베르토 에코의 《장미의 이름》은 사건이 해결된 뒤에도 손상된 질서는 다시 회복되지 않으며 현실은 여전히 불가해한 미궁의 상태에 처해 있음을 그렸다.
세계 3대 탐정으로는 에드거 앨런 포가 창조한 오귀스트 뒤팽, 아서 코넌 도일이 창조한 셜록 홈즈, 애거사 크리스티가 창조한 에르퀼 푸아로 등이 있다. 추리물의 주인공은 대개 탁월한 조사 능력과 독특한 개성을 지닌 것으로 묘사된다. 주인공의 동료나 조수가 사건을 기록하거나 이야기의 흐름을 설명하는 화자로 등장하는 경우도 종종 있다. 홈즈와 함께 나오는 '왓슨'이나, 푸아로와 함께 나오는 '헤이스팅스'가 대표적 예다.

## 역사
세계 최초의 추리 소설은 에드거 앨런 포의 1841년작 《모르그 가의 살인 사건》(The Murders in the Rue Morgue)으로 알려져 있다. 이 소설에 등장하는 탐정인 오귀스트 뒤팽은 독특한 성격과 뛰어난 관찰력을 지닌 탐정으로, 후일 많은 추리 소설 주인공의 원형이 되었다. 이후에 포는 뒤팽을 주인공으로 하는 추리 소설을 지속적으로 발표하였는데, 《마리 로제의 수수께끼》(1843년), 《도둑 맞은 편지》(1844년)가 대표작이다.
한국의 경우 《제국신문》에 1908년 12월부터 1909년 2월까지 이해조가 연재한 《쌍옥적》(雙玉笛)이 최초의 근대적 추리물이다. 그는 이 소설에 ‘정탐 소설’(偵探小說)이라는 부제를 부기하였다. 한편, 이해조의 다른 소설 《구의산》(九疑山)을 최초의 추리물로 꼽기도 한다.

## 작가와 그 대표작의 주인공
- 에드거 앨런 포: 오귀스트 뒤팽
  - 〈모르그 가의 살인 사건〉, 〈황금 풍뎅이¹〉, 〈검은 고양이¹〉 외
- 아서 코넌 도일: 셜록 홈즈
  - 《주홍색 연구》, 《네 개의 서명》, 《배스커빌가의 개》, 〈공포의 사자 갈기〉 외
- 애거사 크리스티: 에르퀼 푸아로, 제인 마플, 배틀 총경, 파커 파인, 할리 퀸
  - 《오리엔트 특급 살인》(푸아로), 《목사관의 살인》(마플), 《0시를 향하여》(배틀), 《파커 파인 사건집》(파커), 《신비의 사나이 할리 퀸》(퀸) 《그리고 아무도 없었다¹》(탐정 없음) 외
- 엘러리 퀸: 엘러리 퀸
  - 《Y의 비극》, 《사라진 보석》 외
- 모리스 르블랑: 아르센 뤼팽
  - 《괴도 신사 아르센 뤼팽》, 《아르센 뤼팽 대 헐록 숌즈(셜록 홈즈)》외
- G. K. 체스터턴: 브라운 신부
  - 〈푸른 십자가〉, 《결백》, 《지혜》 외
- 에밀 가보리오: 르콕 탐정
  - 《르루주 사건》 외
- 에도가와 란포: 아케치 고고로
  - 〈2전짜리 동전¹〉, 〈D 언덕의 살인사건〉, 〈음울한 짐승¹〉 외
- 요코미조 세이시: 긴다이치 고스케
  - 《팔묘촌》, 《옥문도》, 《이누가미 일족》, 《악마가 와서 피리를 분다》 외
- 김내성: 유불란
  - 〈타원형의 거울¹〉, 《마인》 외
- 김성종
  - 〈최후의 증인〉, 〈세 얼굴을 가진 사나이〉, 〈안개 속의 살인〉, <제5열> 외

## 추리 소설을 원작으로 한 드라마
- 13부작 미니시리즈 《머독 미스터리》(The Murdoch Mysteries)(2008년)은 캐나다 추리 작가 모린 제닝스가 1997년부터 6권의 작품으로 연재한 추리 소설을 원작으로 한다. 빅토리아 시대인 1895년 캐나다 토론토를 배경으로 하며, 등장 인물은 머독 형사, 여성 법리학자 줄리아 오그넌 박사, 크랩트리 순경, 브래켄리드 경감이다.[8] 드라마는 형사 머독이 해박한 과학 지식으로 사건을 해결해 나가는 과정을 그리고 있으며, 당시 캐나다 사회의 어두운 부분들을 드러내고 있다. 칼 쿤스 등이 감독했으며, 야니크 비숑, 헬레네 조이, 토머스 크레이그, 조니 해리스 등이 출연했다. 대한민국에서는 교육방송 《세계 명작 드라마》에서 2008년 4월 20일부터 6월 1일까지 매주 토요일, 일요일 5시 50분부터 50분간 방영했으며, 2008년 9월 4일부터 매주 목요일, 금요일 12시 10분부터 재방영하였다.

- 8부작 미니시리즈 《제5열》은 1989년 7월 10일부터 1989년 8월 8일까지 대한민국 MBC에서 방영된 드라마로서, 국가를 위협하는 세력에 맞서는 형사의 이야기를 그린 추리 드라마다. 김성종의 3권짜리 추리 소설 《제5열》을 드라마화한 것이다.

## 같이 보기
- 마피아 (게임)
- 미스터리 영화